# Hofstätter Béla
Hofstätter Béla Jenő, Hofstädter (Budapest, 1891. január 3. – Budapest, 1944. december 15.) magyar építész, építési vállalkozó.

## Élete
Hofstätter Guttmann borkereskedő, több budapesti bérház építtetője és Infeld Fanni (Feige) fiaként született, nyolcan voltak testvérek. Nővérei révén több építésszel is rokonságba került, Lenke nővérének a lánya Novák Ede építészhez ment feleségül, Malvin nővére pedig Krausz Gábor építész felesége volt. 1913-ban végzett a Műegyetemen építészként, 1914-től a Magyar Mérnök és Építész-Egylet tagja, 1918-ban alapító tagja volt az egylet építészi szakosztályának. 1927. augusztus 1-től felvették a Budapesti Mérnöki Kamarába. 1921-ben alapította meg saját építészirodáját, majd 1927-ben kivitelező cégét, amit egy évvel később felszámolt. Korai megvalósult épületei historizáló jellegűek, néhol art deco vonásokkal. Tervezőirodája elsősorban bérház építésre specializálódott, számos bérházak építésére létrejött cég tagja volt, mint például a Bérpalota Rt., Födél Ingatlan Rt., Egyszerű Ház Rt., Tátra-utcai Bérház Rt., Hollán-u. 7. sz. Ház kft., Hollán utcai Parkbérház kft., részben így jutva megbízásokhoz. Irodája a 30-as évek közepére az egyik legjelentősebb modernista bérháztervező iroda volt, különösen a Lipótvárosban és azon belüli is a Szent István park épületeinek tervezésében játszott vezető szerepet. 1936-ban társult Domány Ferenc építésszel, ebben az időben készültek a legjelentősebb bérházak tervei, melyek a magyarországi két világháború közötti modern építészet meghatározó jelentőségű művei, mint az Alföldi Cukorgyár Rt. bérháza a Dunapark kávéházzal, a Lloyd filmszínház, és a Weiss Manfréd Nyugdíjpénztár bérháza. Az irodának ekkor több tehetséges fiatal építész is tagja volt, mint Benkhard Ágost, Cserba Dezső és László István, akik részt vettek az épületek tervezésében. Domány 1939-ben Angliába emigrált, ismét egyedül vitte tovább az irodát, de a zsidótörvények elfogadása után megbízásainak száma erősen megcsappant. A Közraktár utcai nyugdíjintézeti bérház tervezésére társult a Barát és Novák építész irodával. 1944-ben vette feleségül Róth Editet. Apósa, Róth Bernát visszaemlékezése szerint a budakeszi gyermekotthonban bujkáltak a nyilas hatalomátvétel után, ott fogták el és végezték ki őket 1944 végén.

## Épületei
- 1927 Hofstätter Guttmann bérvillája, Budapest XIV. Ilka utca 43.[11]
- 1927 Feldmann Salamon bérháza, Budapest VII. Dob utca 71.
- 1927 Hofstätter Béla és társai bérháza, Budapest XIII. Hegedűs Gyula utca 37.
- 1928. Lemo Ábrahám és Lázár bérháza, Budapest VII. Klauzál utca 13.[12]
- 1928 „Födél” Ingatlan Rt.  bérháza, Budapest XIII. Balzac utca 40.
- 1929-31 Feldmann Dezső bérháza és az Omnia garage, Budapest VIII. Víg utca 22.[13]
- 1929 Feldmann Salamon bérháza, Budapest XIII. Hollán Ernő utca 18.
- 1931-33 Fodor Zoltán és társai bérháza, Budapest XIII. Balzac utca 25.
- 1932 Róth Andorné bérháza, Budapest  XIII. Pannónia utca 51.[14]
- 1932 Reich Aladár és társai bérháza, Budapest XIII. Tátra utca 24.[15]
- 1932 Tátra utcai bérház Rt bérháza, Budapest XIII. Tátra utca 26.
- 1933-34 Palatínus Rt bérháza, Budapest XIII. Radnóti Miklós utca 45. - Újpest rakpart 10.[16]
- 1933-34 Kelemen József bérháza, Budapest XIII. Szent István park 9.[17]
- 1933 Dr. Farkas Samu és Dr. Farkas Antal bérháza, Budapest XIII. Szent István park 8. - Balzac utca 43.[18]
- 1934-35 Dr. Farkas Samu bérháza, Budapest XIII. Szent István park 7. - Balzac utca 54.
- 1934 Singer Samu családi háza, Budapest XIV. Szatmár utca 40/a
- 1935-36 Neuschloss Marcelné bérháza, Budapest XIII. Szent István park 14-15.[19]
- 1935 Salgó Zoltánné bérháza, Budapest XII. Kékgolyó u. 14.
- 1935 Steiner Jakab bérháza, Budapest XIII. Pozsonyi út 32. - Balzac utca 41.[20]
- 1935 Hódos Ibolya bérháza, Budapest XIII. Szent István park 19.[21]
- 1940-41 Weiss Manfred Vállalatok Elismert Nyugdíjpénztára Rt bérháza, Budapest IX. Közraktár utca 22/b-c. - Bakács utca 2/a (Barát Bélával és Novák Edével)
- 1940-41 Neuhauser Miksáné bérháza, Budapest XIII. Hollán Ernő utca 52.
- 1942 Frank Artúr és neje bérháza, Budapest XIII. Alig utca 3.

### Domány Ferenccel
- 1935-37 Magyar Rabbethege és Giesecke Rt. bérháza, Budapest XIII. Pozsonyi út 40. - Szent István park 30.
- 1936-37 Alföldi Cukorgyár Rt. bérháza a Dunapark kávéházzal, Budapest XIII. Pozsonyi út 36-38. - Szent István park 27-29.[22]
- 1936-37 Hollán-u. 7. sz. Ház kft bérháza a Lloyd filmszínházzal, Budapest XIII. Hollán Ernő utca 7/a-b.[23]
- 1936-37 Pásztor Miklósné bérháza, Budapest II. Bem József utca 7.
- 1936 Fischl Ignác bérháza, Budapest XIII. Herzen utca 5.
- 1937-38 Weiss Manfréd Nyugdíjpénztár bérháza, Budapest II. Margit körút 15-17.[24]
- 1937 Neuschloss Ödönné bérháza, Budapest XIII. Pozsonyi út 39.
- 1937 Hollán utcai Parkbérház kft bérháza, Budapest XIII. Szent István park 22.